# Kilian Delgado
Kilian Guillermo Delgado Quijones (Valdivia, Chile, 1 de abril de 1990) es un futbolista chileno que juega como volante en Provincial Osorno de la Segunda División Profesional de Chile.

## Carrera
Se inicia en Deportes Valdivia el año 2009, pasando por las diferentes divisiones del fútbol chileno con el club. En el año 2016 consigue con el Torreón el título de la Segunda División Profesional. Su buen rendimiento lo lleva a probar suerte a Coquimbo Unido, club con el cual jugara desde el año 2016 al 2019 consiguiendo el título y ascenso a la Primera división en el torneo 2018.
El año 2020 firma por Cobreloa de la Primera B de Chile.

## Clubes
| Club              | País  | Año       |
| ----------------- | ----- | --------- |
| Deportes Valdivia | Chile | 2009-2016 |
| Coquimbo Unido    | Chile | 2016-2019 |
| Cobreloa          | Chile | 2020      |
| San Marcos        | Chile | 2021      |
| Fernández Vial    | Chile | 2022      |
| Provincial Osorno | Chile | 2023      |

## Palmarés

### Campeonatos nacionales
| Título           | Club              | País  | Año     |
| ---------------- | ----------------- | ----- | ------- |
| Segunda División | Deportes Valdivia | Chile | 2015-16 |
| Primera B        | Coquimbo Unido    | Chile | 2018    |